# 黏鲻属
黏鲻属，為輻鰭魚綱鯔形目鯔科的其中一属。

## 下属物种
- 淡水黏鯔（Myxus capensis）
- 長黏鯔（Myxus elongatus）
- 多齒粗口鯔（Myxus multidens）
- 佩氏黏鯔（Myxus petardi）：又稱彼氏粗口鯔。

## 擴展閱讀
維基物種上的相關：黏鲻属